# Тоурхадлюр Бьяднарсон
Тоурхадлюр Бьяднарсон (исл. Þórhallur Bjarnarson; 2 декабря 1855, Лёйфаус — 15 декабря 1916, Рейкьявик) — исландский прелат и политик, епископ Исландии с 1908 по 1916 год.

## Биография
Тоурхадлюр Бьяднарсон родился 5 февраля 1855 года в Лёйфаус, что возле Эйя-фьорда, в семье священника Бьёдна Халльдоурссона (исл. Björn Halldórsson) и Сигридюр Эйнарсдоуттир (исл. Sigríður Einarsdóttir), домохозяйки.
Закончил богословский факультет Копенгагенского университета в 1883 году. Рукоположен 18 марта 1884 года и назначен приходским священником в Рейкхольт, после чего назначен пробстом в церковный округ Боргарфьярдарсислы. 19 марта 1885 года стал приходским священником в Акюрейри, а 28 августа того же года преподавателем в духовной семинарии Рейкьявика. Назначен также служить священником кафедрального собора в Рейкьявике с мая 1889 по июнь 1890 года. В 1894 году стал ректором духовной семинарии.
После того, как епископ Хадльгримюр Свейнссон ушел на покой 19 сентября 1908 года, Тоурхадлюр был назначен новым епископом Исландии. Был рукоположен в епископы в Рейкьявике 4 октября 1908 года уходящим епископом Хадльгримюр. Тоурхадлюр занимал должность епископа Исландии в течение 8 лет, до самой своей смерти 15 декабря 1916 года.
Избирался в Альтинг в период с 1894—1900 по 1902—1908 годы. Занимал пост Председатель нижней палаты Альтинга с 1897 по 1899 год. Был членом городского совета Рейкьявика с 1888 по 1906 год.
Тоурхадлюр был женат на Вальгердюр Йоунсдоуттир (исл. Valgerður Jónsdóttir; род. 1863, ум. 1913), приёмной дочери члена Альтинга Триггви Гюннарссона. Они поженились 16 сентября 1887 года и у них родилось четверо детей — Триггви Тоурхальссон (1889—1935), Свава Тоурхальсдоуттир (1890), Бьёдн Тоурхальссон (1891), Доура Тоурхальсдоуттир (1893—1964; жена президента Исландии Аусгейра Аусгейрссона).